# ترين فالي
ترين فالي (بالإنجليزية: Train Valley)‏، هي لعبة فيديو من نوع ألغاز واستراتيجية بناء القطار، صدرت اللعبة في المتجر الإلكتروني ستيم، والتي تعمل لنظامي التشغيل مايكروسوفت ويندوز وماك أو إس بتاريخ 16 سبتمبر 2015، وهي الجزء الأول من سلسلة ترين فالي التي أنتجها ونشرها شركة فلازم الليتوانية.

## الموقع الخارجي
- الموقع الرسمي بالانكليزية